# Rayyanah Barnawi
Rayyanah Barnawi é uma pesquisadora biomédica e astronauta saudita, selecionada para a Axiom Mission 2 como Especialista de Missão pela Comissão Saudita Espacial [en]; sua seleção foi anunciada oficialmente em 12 de fevereiro de 2023.

## Carreira
Ela possui bacharelado em ciências biomédicas pela Universidade de Otago. Também possui mestrado em Ciências Biomédicas pela Universidade Alfaisal [en], onde estudou a adesão de células-tronco de câncer de mama. Ela tem nove anos de experiência em pesquisa de células-tronco cancerígenas. Quando foi selecionada, ela estava trabalhando como técnica de laboratório de pesquisa no Hospital Especialista Rei Faisal e no Centro de Pesquisa em Riade. Espera-se que, como parte da missão, ela realize experimentos de missão em sua área de atuação. Com sua missão, ela se tornou na primeira mulher da Arábia Saudita a voar ao espaço.